# آلن گودراپ
آلن گودراپ (انگلیسی: Alan Goodrope؛ زادهٔ ۳ مهٔ ۱۹۵۱) دوچرخه‌سوار اهل استرالیا است.  وی در بازی‌های المپیک تابستانی ۱۹۷۶ شرکت کرده است.